# قصص والدي النسب

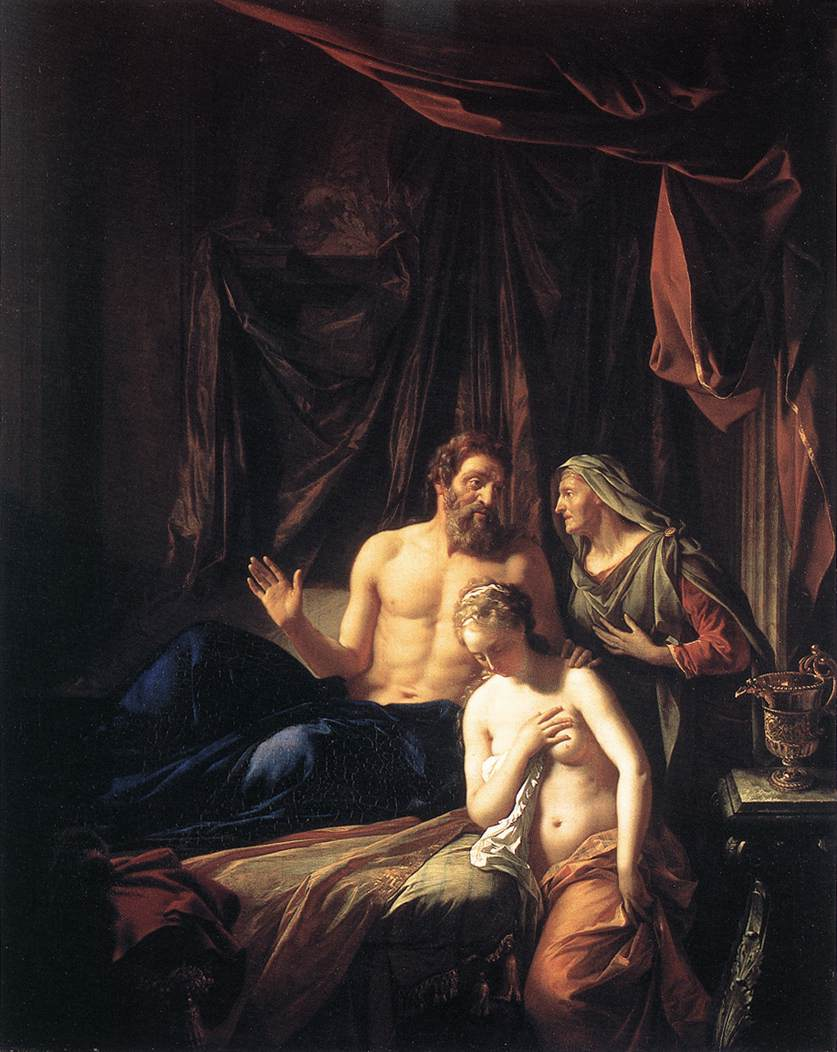

قصص والدي النسب أو حكاية الآباء تقليديًا تشير إلى جمع القصص التناخية عن آباء الأنساب وأمهات الأنساب لبني إسرائيل في أول كتب موسى (بيرشيت، سفر التكوين) في الكتاب المقدس (الأصحاحات 12-50). تروي هذه الوحدة النصية بدايات شعب إسرائيل كقصة عائلية وعشائرية على مدى ثلاثة إلى أربعة أجيال: من والدي النسب إبراهيم وسارة إلى ابنهما إسحاق وزوجته رفقة، والصراع بين ابنيهما التوأم يعقوب وعيسو إلى النزاع والمصالحة بين أبناء يعقوب الإثني عشر في قصة يوسف. 
| النص في اصحاحات سفر التكوين | موضوع               |
| --------------------------- | ------------------- |
| 12- 23                      | إبراهيم وسارة       |
| 24- 28، 9                   | إسحاق ورفقة         |
| 28، 10 -36                  | يعقوب مع ليا وراحيل |
| 37 -50                      | يوسف واخوته         |

أبناء يعقوب حفيد إبراهيم الإثني عشر يشكلون في الكتاب المقدس آباء النسب لأسباط إسرائيل الاثني عشر، وبالتالي الشعب كله، والذي تبدأ حكاية قصته من كتاب موسى الثاني. ظهور هذا الشعب وعد به إله إسرائيل يهوه إبراهيم في بداية قصص والدي النسب (تكوين 12: 1-3)؛ في النهاية، أكد وعد البركة هذا (تكوين 50,24 وما يليها.). إن المصالحة بين أبناء يعقوب بعد وفاته تشكل «برنامج الحياة السياسية لإسرائيل». وفقًا لسياقها الخاص، تمتد القصص بأكملها على فترة ضخمة من عهد نوح بعد الطوفان (تكوين 9) إلى عبودية بني إسرائيل في مصر (خروج 1).إلا أنها، في الواقع، تعكس بالفعل التسوية اللاحقة لاستيطان أرض كنعان الموعودة، والتي ترويها كتب التوراة الأخرى. عملية إنشاء السرد من النصوص الفردية الأولى إلى التأليف النهائي للتوراة (كتب موسى الخمسة) معقدة للغاية ومثيرة للجدل. هناك توافق اليوم هو أن التحرير النهائي، الذي ولف قصص والدي النسب مع القصص العتيقة السابقة عليها (تكوين 11/01)، ومع ما يليها من قصة الخروج، حصل نحو 450-400. قبل الميلاد.
تنسب «الديانات الإبراهيمية» اليهودية والمسيحية والإسلام نفسها كل بطريقته إلى قصة والدي النسب.

## التسمية
شدد التفسير التوراتي تقليديا على دور آباء النسب الثلاثة إبراهيم وإسحق ويعقوب، وكذلك بمصطلح تاريخ الأباء . اليوم أصبح مصطلح «آباء النسب» أو «قصص آباء النسب» تدريجًا هو المعمول به. نساء (سارة، رفقة، راحيل وليئة) «كأمهات نسب» أو «قصص أمهات النسب» لأنه «حتى عندما يبدو أن الرجال يقومون بالعمل، تلعب النساء أدوارًا حاسمة.»

## أدبيات
- أوي زيربست، بيتر فان دير فين: أناس بلا أسلاف؟ على خطى البطاركة وإسرائيل المبكرة. SCM Hänssler ، 2017، ردمك 3775154671 .
- Irmtraud فيشر: آباء نسب إسرائيل. الدراسات اللاهوتية النسوية في سفر التكوين 12-36. (1994) De Gruyter، Berlin 2011، ISBN 3110142325 .
- Anselm C. Hagedorn، Henrik Pfeiffer (ed.): أب النسب في التقليد التوراتي: ذكرى ماتياس كوكرت. De Gruyter، Berlin 2009، ISBN 3110209780 .
- هورست سيباس: تاريخ الأباء. نيوكيرشنر فيرلاغ، نيوكيرشن-فلوين

سفر التكوين، 3 مجلدات في أربعة مجلدات فرعية، المجلد 2/1. 1997، ISBN 378871526X
سفر التكوين، 3 مجلدات في أربعة مجلدات فرعية، المجلد 2/2. 1999، ISBN 3788715839
- كلاوس فيسترمان: الوعود للآباء. دراسات على تاريخ الأب. Vandenhoeck & Ruprecht، Göttingen 1997، ISBN 3525532733

1. ↑  Erich Zenger: Einleitung in das Alte Testament. 6. Auflage, Kohlhammer, Stuttgart 2006, S. 63
2. ↑  Erich Zenger: Einleitung in das Alte Testament. Stuttgart 2006, S. 68–135, hier S. 127
3. ↑  Matthias Millard: Genesis – 3.1.3. Die Eigenständigkeit der Erzelternerzählung. WiBiLex, März 2006